# 梁相
梁相（1918年—1978年）是中國詠春拳武術家，師從葉問，有「詠春標指王」之稱，與骆耀、徐尚田、黃淳樑並稱為葉問四大弟子。

## 生平

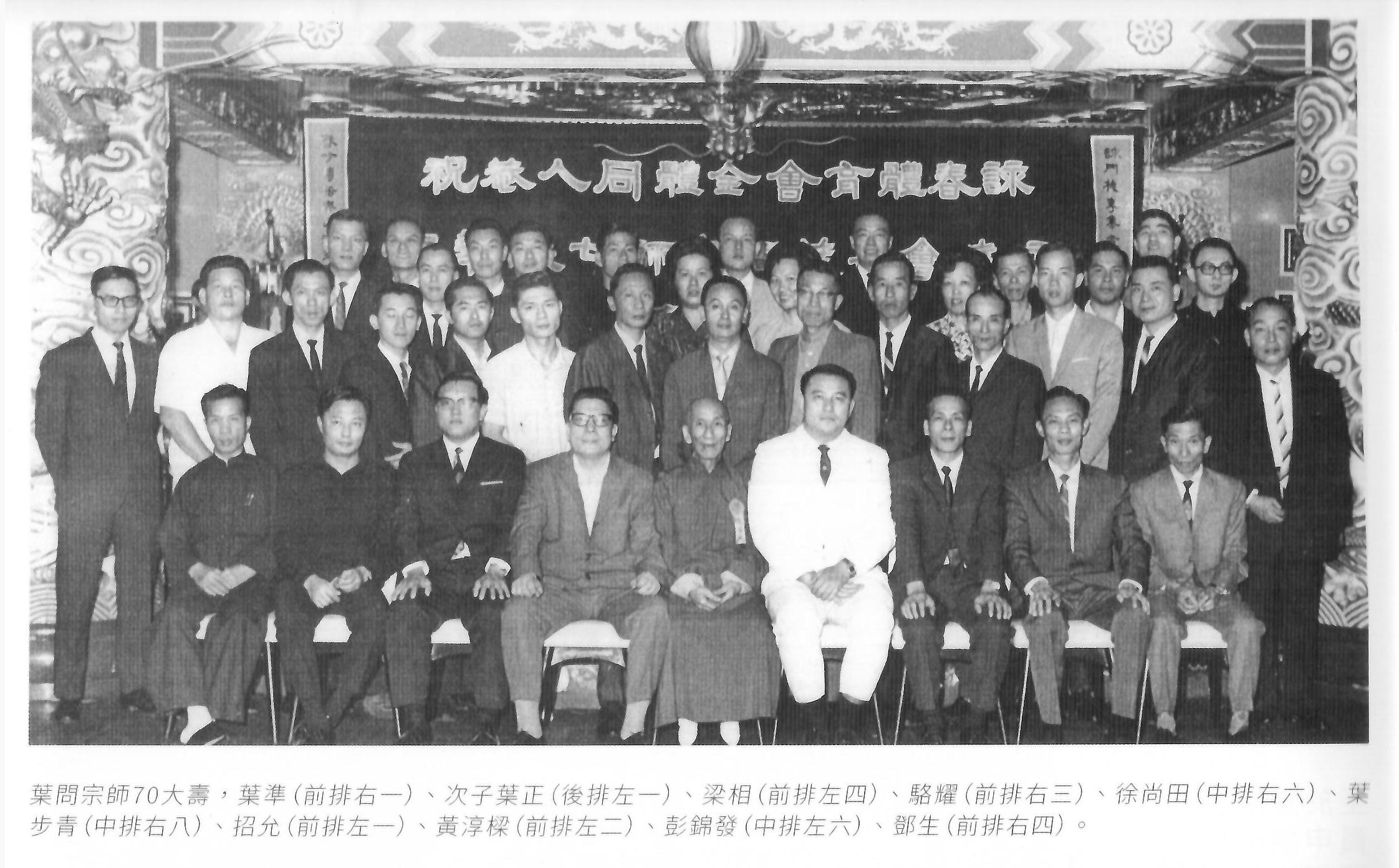
葉問宗師七十大壽合照，前排左四為梁相。

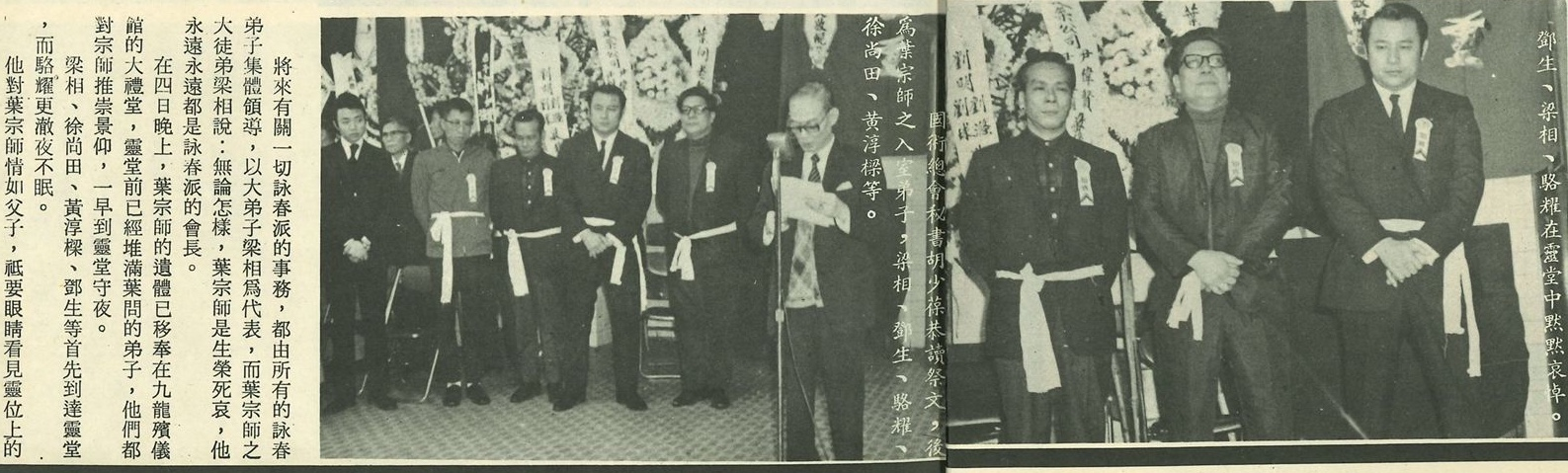
梁相於葉問宗師喪禮上的相關記載。

梁相原籍廣東，曾學習過龍形摩橋、白眉拳、蔡李佛拳等拳術。二戰後移居香港經營飲食業，被推選為港九飯店工會理事長。1950年，聘請葉問到工會開班授拳，同時拜葉問為師。1953年飯店工會改選，梁相連任失敗，葉問因此將拳館遷至海壇街；1954年，梁相重新擔任飯店工會理事長，葉問也返回飯店授拳。
1967年，受葉問指派，與其他同門成立詠春體育會。1968年9月6日，梁相率众弟子在无线电视翡翠台上表演咏春拳。1978年因病去世。
知名弟子有鐘萬年、梁錦棠、鄭傳勳、吳華森、梁挺、林樹成……等人。

## 影視媒體形象
在2013年電影《葉問：終極一戰》中，洪天明飾演梁雙，影射梁相。